# Okres Gyöngyös
Okres Gyöngyös (maďarsky Gyöngyösi járás) je jedním ze sedmi okresů maďarské župy Heves. Jeho centrem je město Gyöngyös.

## Sídla
V okrese se nachází celkem 25 měst a obcí.
| - Abasár - Adács - Atkár - Detk - Domoszló - Gyöngyös - Gyöngyöshalász - Gyöngyösoroszi - Gyöngyöspata | - Gyöngyössolymos - Gyöngyöstarján - Halmajugra - Karácsond - Kisnána - Ludas - Markaz - Mátraszentimre | - Nagyfüged - Nagyréde - Pálosvörösmart - Szücsi - Vámosgyörk - Vécs - Visonta - Visznek |